# Constantino I de Bulgaria
Constantino Tij Asen (en búlgaro: Константин Тих Асен; fl. 1257-1277) o Constantino I Tij (en búlgaro: Константин I), fue zar de Bulgaria de 1257 a 1277. Gobernó el Imperio búlgaro en una época en la que el cercano Imperio bizantino se desintegraba en estados remanentes. Para fortalecer su posición, forjó una alianza con el Imperio de Nicea, un estado sucesor bizantino, al casarse con Irene, hija de Teodoro II, de la prominente familia Láscaris.
A principios de su reinado, su ejército invadió Severin, Hungría, lo que indignó a [[Bela IV de Hungría]|Bela IV]; esto llevó a las tropas húngaras a capturar Vidin, una ciudad importante del Imperio búlgaro y sitiar la región del Bajo Danubio, lo que dejó el noroeste de Bulgaria en manos Rostislav Mijaílovich (yerno de Bela), quien había reclamado Bulgaria en los años anteriores.
Cuando Miguel VIII Paleólogo ascendió al trono del Imperio bizantino (lo que llevó a Constantino a declararles la guerra en la década de 1260), Bulgaria perdió importantes territorios ante sus dos principales enemigos: los bizantinos y húngaros. Más tarde, cuando los tártaros comenzaron a atacar a los bizantinos, Constantino se unió a ellos en un ataque unificado, pero no logró capturar a Miguel VIII.
Tras la victoria de Esteban V en la guerra civil húngara, reanudó sus ataques contra Bulgaria y derrotó al ejército de Constantino; saqueó Tarnovo y capturó fortalezas en el Danubio entre mediados y finales de la década de 1260. Posteriormente, sufrió una herida que lo dejó paralizado de cintura para abajo. Paralizado, no logró impedir que la Horda de Nogái saqueara Bulgaria. Para empeorar aún más su situación, la última parte de su reinado se vio afectada por la inestabilidad económica, y su fallida represión de una revuelta acabó con su vida.

## Orígenes
Constantino Tij era un rico boyardo (o noble) búlgaro cuyas propiedades estaban ubicadas en la región de Sofía o Skopie. Constantino declaró en su carta al monasterio de san Jorge cerca de Skopie que Esteban Nemanja de Serbia era su abuelo. El historiador bizantino, Jorge Paquimeres, lo describió como un «medio serbio». Podría haber estado relacionado con la casa real serbia a través de su madre o su padre.  Si era un pariente patrilineal de Nemanja, su padre, Tij, podría haber sido hijo del hermano de Nemanja, Tijomir, según el historiador Srdjan Pirivatrić. Pirivatrić y otros académicos también dicen que Constantino pudo haber sido hijo o sobrino del boyardo búlgaro Juan Tijomir, que gobernaba Skopie a finales del siglo xii. Si estaba relacionado con la casa real serbia a través de su madre, una hija o sobrina de Nemanja debe haber sido su madre.

## Reinado

### Ascenso al trono
Constantino Tij accedió al trono búlgaro después de la muerte de Miguel II Asen, pero las circunstancias de su ascensión son desconocidas. Miguel Asen fue asesinado por su primo, Kalimán a finales de 1256 o principios de 1257. Al poco tiempo, Kalimán también murió, y la línea masculina de la dinastía Asen se extinguió.
Rostislav Mijaílovich, duque de Macsó (suegro de Miguel y Kalimán), y el boyardo Mitso (cuñado de Miguel), reclamaron Bulgaria. Rostislav capturó Vidin, Mitso dominaba el sureste de Bulgaria, pero ninguno de ellos pudo asegurarse el apoyo de los boyardos que controlaban Tarnovo. Estos últimos ofrecieron el trono a Constantino quien aceptó la elección.
Constantino se divorció de su primera esposa (cuyo nombre se desconoce) y se casó con Irene Ducaina Láscarina en 1258. Irene era la hija de Teodoro II Láscaris, emperador de Nicea, y Helena de Bulgaria, hija del zar Iván Asen II. El matrimonio con un descendiente de la familia real búlgara fortaleció su posición. A partir de entonces fue llamado Constantino Asen. El matrimonio también forjó una alianza entre Bulgaria y Nicea, que se confirmó uno o dos años después, cuando el historiador y funcionario bizantino Jorge Acropolita llegó a Tarnovo.

### Conflicto con Hungría
Rostislav Mijaílovich invadió Bulgaria con la ayuda de Hungría en 1259. Al año siguiente, Rostislav dejó su ducado para unirse a la campaña de su suegro, Bela IV de Hungría, contra Bohemia. Aprovechando la ausencia de Rostislav, Constantino irrumpió en su reino y volvió a ocupar Vidin. También envió un ejército para atacar el Banato de Severin, pero el comandante húngaro, Lorenzo, luchó contra los invasores.
La invasión búlgara de Severin indignó a Bela IV. Poco después de concluir un tratado de paz con Otakar II de Bohemia en marzo de 1261, las tropas húngaras irrumpieron en Bulgaria bajo el mando del hijo y heredero de Bela IV, Esteban. Capturaron Vidin y sitiaron Lom en el bajo Danubio, pero no pudieron llevar a Constantino a una batalla campal, porque se retiró a Tarnovo. El ejército húngaro abandonó Bulgaria antes de fin de año, pero la campaña restauró el noroeste de Bulgaria a Rostislav.

### Guerra con el Imperio bizantino

Bulgaria durante la segunda mitad del siglo.

El joven cuñado de Constantino, Juan IV Láscaris, fue destronado y cegado por su antiguo tutor y cogobernante, Miguel VIII Paleólogo, antes de finales de 1261. El ejército de Miguel VIII había ocupado Constantinopla ya en julio, por lo que el golpe de Estado lo convirtió en el único gobernante del restaurado Imperio bizantino. El renacimiento del imperio cambió las relaciones tradicionales entre los poderes de la península balcánica. Además, la esposa de Constantino decidió vengarse de la mutilación de su hermano y lo persuadió para que se volviera contra Miguel.
Mitso, que todavía dominaba el sureste de Bulgaria, hizo una alianza con los bizantinos, pero otro poderoso noble, Jacobo Svetoslav, que había tomado el control de la región suroeste, era leal a Constantino. Beneficiándose de una guerra entre el Imperio bizantino, la República de Venecia, Acaya y Epiro, Constantino invadió Tracia y capturó Stanimaka y Filipópolis en el otoño de 1262. Mitso también se vio obligado a huir a Mesembria. Después de que Constantino sitió la ciudad, Mitso buscó la ayuda de los bizantinos, ofreciendo entregarles Mesembria a cambio de una propiedad territorial en el Imperio bizantino. Miguel VIII aceptó la oferta y envió a Miguel Glabas Tarcaniota para ayudar a Mitso en 1263.
Un segundo ejército bizantino irrumpió en Tracia y recapturó Stanimaka y Filipópolis. Después de tomar Mesembria de Mitso, Glabas Tarcaniota continuó su campaña a lo largo del Mar Negro y ocupó Agatópolis, Sozópolis y Anquialo. Mientras tanto, la flota bizantina tomó el control de Vicina y otros puertos en el delta del Danubio. Glabas Tarcaniota atacó a Jacobo Svetoslav, quien solo pudo resistir con la ayuda de Hungría, por lo que aceptó la soberanía de Bela IV.
Como consecuencia de la guerra con los bizantinos, a fines de 1263, Bulgaria perdió territorios importantes frente a sus dos principales enemigos, el Imperio bizantino y Hungría. Constantino solamente pudo buscar ayuda de los tártaros de la Horda de Oro para poner fin a su aislamiento. Los janes tártaros habían sido los señores supremos de los monarcas búlgaros durante casi dos décadas, aunque su gobierno era únicamente formal. Un ex sultán de Rum, Kaikaus II, que había sido encarcelado por orden de Miguel VIII, también quería recuperar su trono con la ayuda de los tártaros. Uno de sus tíos era un jefe prominente de la Horda de Oro y le envió mensajes para persuadir a los tártaros de invadir el Imperio bizantino con la ayuda de los búlgaros. Según el historiador bizantino Nicéforo Grégoras, Kaikaus también se acercó a Constantino y le ofreció mucho dinero si venía a liberarlo.
Miles de tártaros cruzaron el bajo Danubio helado para invadir el Imperio bizantino a finales de 1264. Constantino pronto se unió a ellos, aunque se había caído de un caballo y se quebró una pierna. Los ejércitos unidos tártaro y búlgaro lanzaron un ataque repentino contra Miguel VIII, que regresaba de Tesalia a Constantinopla, pero no pudieron capturar al emperador. Constantino sitió la fortaleza bizantina de Eno, obligando a los defensores a rendirse. Los bizantinos también acordaron liberar a Kaikaus (quien pronto se fue a la Horda de Oro), pero su familia fue encarcelada incluso después.

### Desintegración
La alianza de Constantino con los tártaros fortaleció su posición. Jacobo Svetoslav aceptó nuevamente su soberanía. Aprovechando una guerra civil en Hungría, Jacobo Svetoslav también invadió el Banato de Severin. La guerra civil húngara terminó con la división del país entre Bela IV y Esteban en marzo de 1266. Esteban lanzó una campaña militar contra Bulgaria y capturó Vidin en junio. Constantino intentó resistir, pero los húngaros derrotaron a su ejército y saquearon la región de Tarnovo. Los húngaros capturaron Pleven y otras fortalezas en el Danubio y obligó a Jacobo Svetoslav a volver a rendir homenaje a Esteban. A partir de entonces, Jacobo Svetoslav fue designado como «emperador de Bulgaria» en las cartas reales húngaras.

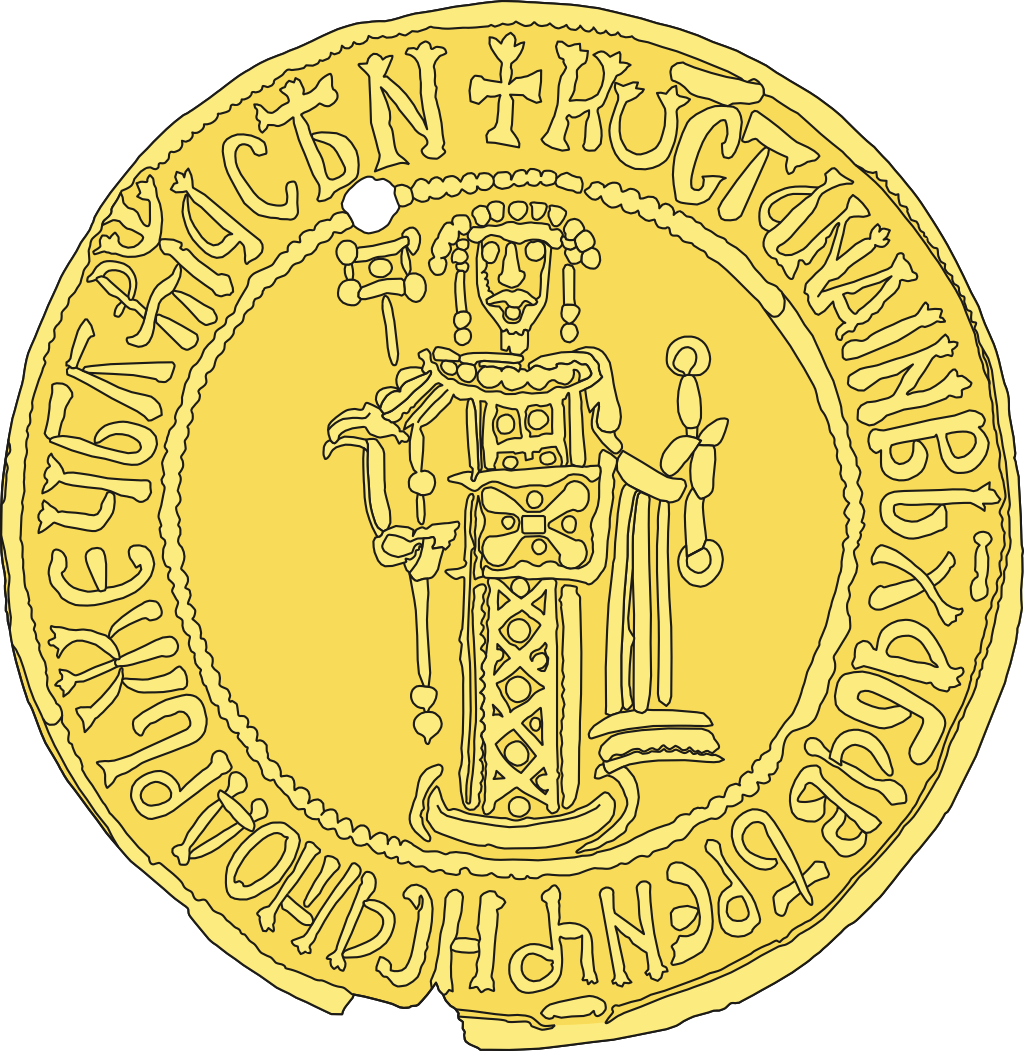
Sello de oro de Constantino Asen. Inscripción en búlgaro: «+Constantino, en Cristo Dios, fiel zar y autócrata de los búlgaros, Asen».

Carlos de Anjou y Balduino II, el desposeído emperador latino de Constantinopla, hicieron una alianza contra el Imperio bizantino en 1267. Para evitar que Bulgaria se uniera a la coalición antibizantina, Miguel VIII ofreció a su sobrina, María Paleólogo Cantacuceno, a Constantino que enviudó en 1268. El emperador también prometió que devolvería Mesembria y Anquialo a Bulgaria como su dote si ella daba a luz a un hijo. Constantino se casó con María, pero Miguel VIII rompió su promesa y no renunció a las dos ciudades después del nacimiento del hijo de Constantino y María, Miguel Tij. Indignado por la traición del emperador, Constantino envió emisarios a Carlos a Nápoles en septiembre de 1271. Las negociaciones continuaron durante los años siguientes, demostrando que Constantino estaba dispuesto a apoyar a Carlos contra los bizantinos.
Constantino irrumpió en Tracia en 1271 o 1272, pero Miguel VIII convenció a Nogai Kan, la figura dominante en el territorio más occidental de la Horda de Oro, de invadir Bulgaria. Los tártaros saquearon el país, lo que obligó a Constantino a regresar y abandonar su reclamo sobre las dos ciudades. Nogai estableció su capital en Isaccea cerca del delta del Danubio, por lo que fácilmente podría atacar Bulgaria.
Constantino había resultado gravemente herido después de un accidente de cabalgata y no podía moverse sin ayuda porque estaba paralizado de cintura para abajo. Su ambiciosa esposa tomó el control del gobierno. Después de que los enviados de Miguel VIII aceptaron la propuesta del papa Gregorio X de una unión de la iglesia en el segundo Concilio de Lyon en el verano de 1274, se convirtió en una de las principales opositoras de la unión. Incluso trató de persuadir a Baibars, el sultán mameluco de Egipto, para que atacara el Imperio bizantino. María también estaba decidida a asegurar el trono a su hijo. Jacobo Svetoslav, sin embargo, tenía un fuerte reclamo para suceder a Constantino, porque su esposa era nieta de Iván Asen II de Bulgaria. María adoptó primero a Jacobo Svetoslav para persuadirlo de que reconociera el derecho de su hijo al trono, pero luego lo envenenó. También hizo capturar o ejecutar a otros nobles, lo que hizo que el gobierno de Constantino fuera impopular.
El paralizado Constantino no pudo evitar que los tártaros de Nogai realizaran saqueos regulares contra Bulgaria. Los habitantes de las regiones más expuestas a los ataques tártaros tuvieron que organizar la defensa sin el apoyo del monarca.
Debido a las guerras caras y fallidas, las repetidas incursiones mongoles y la inestabilidad económica (Constantino fue el primer gobernante búlgaro en acuñar sus propias monedas a gran escala), el gobierno se enfrentó a una revuelta en 1277. Los historiadores marxistas han subrayado los aspectos sociales y económicos de este movimiento, pero su verdadero carácter es esquivo. Lo que está claro es que un porquero o propietario de cerdos llamado Ivailo se convirtió en caudillo de los descontentos y atrajo a muchos seguidores (presumiblemente en su mayoría de clase baja), afirmando su control sobre un área significativa. Constantino partió contra Ivailo con su guardia, pero fue definitivamente derrotado y muerto en su carro.

## Matrimonio y descendencia
Constantino Tij se casó tres veces. Se desconocen los nombres de su primera esposa e hijos. Con su segunda esposa, Irene Ducas Láscaris, Constantino no tuvo hijos. Con su tercera esposa, María Paleólogo Cantacuceno, tuvo a Miguel, quien lo sucedió como coemperador de Bulgaria entre 1277 y 1279.